# Bengt Gabriel von Spången
Bengt Gabriel von Spången (* 15. März 1728; † 16. Januar 1802) war ein schwedischer Adeliger und  Oberst der Artillerie.